# Wannenkopf (Hörnergruppe)
Der Wannenkopf ist ein 1712 m ü. NHN hoher Berg der Hörnergruppe in den westlichen Allgäuer Alpen, gelegen im bayerischen Landkreis Oberallgäu. Er gehört zum Massiv Bolgen, dessen höchster Punkt er ist.

## Lage und Umgebung

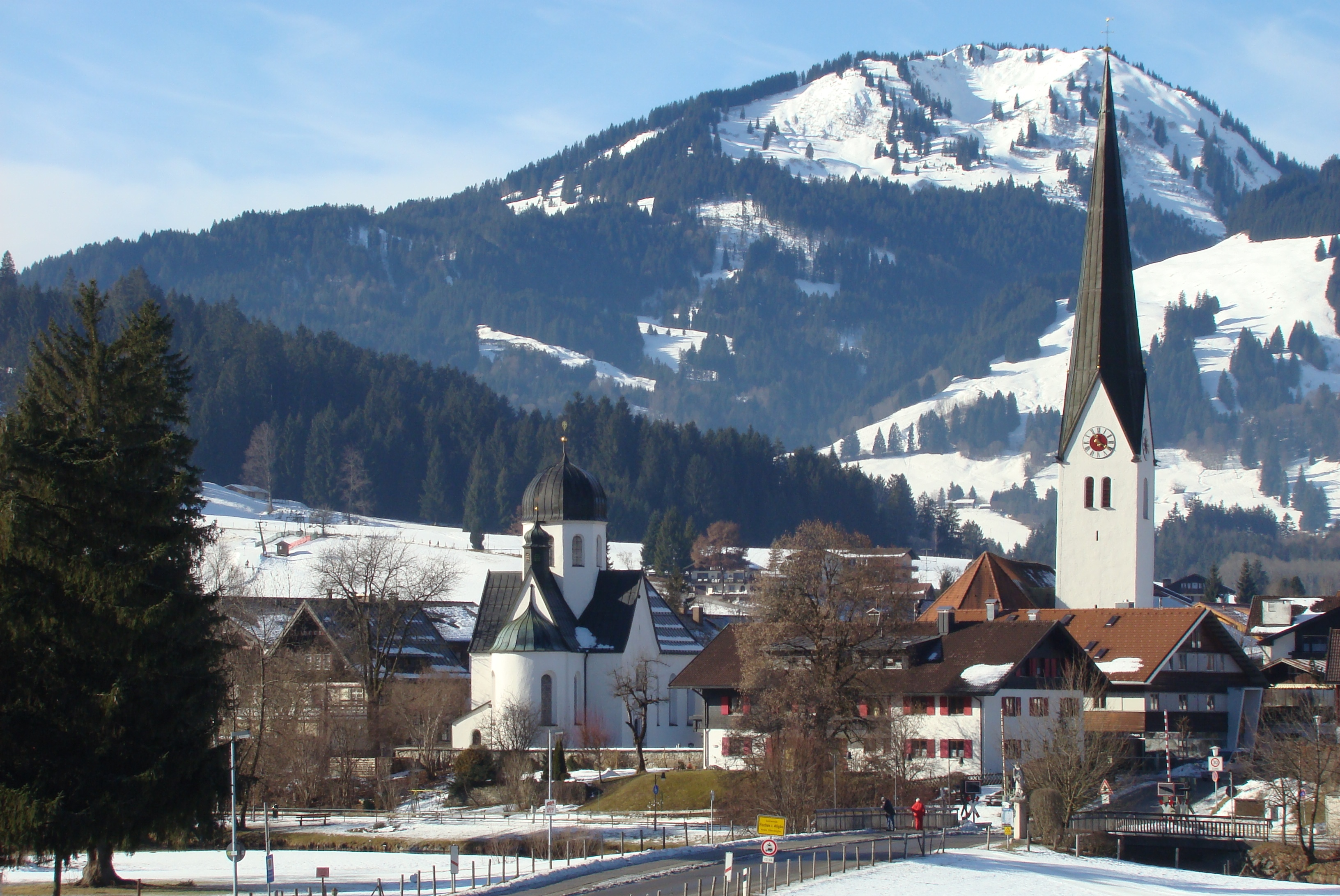
Der winterliche verschneite Wannenkopf hinter dem Kirchturm von Fischen im Allgäu.

Der Wannenkopf erhebt sich etwa 3,5 km westlich von Obermaiselstein. Südlich vorbei am Berg führt eine Passstraße über den rund 1,8 km südwestlich gelegenen Riedbergpass (1420 m ü. NHN), der Hittisau (Vorarlberg, Österreich) im Westen und Fischen im Allgäu (Bayern, Deutschland) im Osten miteinander verbindet. Der größere westliche Nachbarberg ist das Riedberger Horn (1786 m ü. NHN).
Am Wannenkopf fließt nördlich die Bolgenach und südlich die Schönberger Ach vorbei. Dies sind die Quellbäche des westlichen Iller-Zuflusses Weiler Ach.
Die Schartenhöhe des Wannenkopfs beträgt mindestens 112 Meter, seine Dominanz 2,2 Kilometer, wobei das Riedberger Horn jeweils Referenzberg ist.

## Besteigung
Vom Riedbergpass kommend kann der Wannenkopf über die Grasgehrenalpe erwandert werden. Nördlich des Bergs befindet sich im Tal der Bolgenach die Obere Bolgenalpe (1367 m ü. NHN).